# Heinrich XXXI. Reuß zu Köstritz

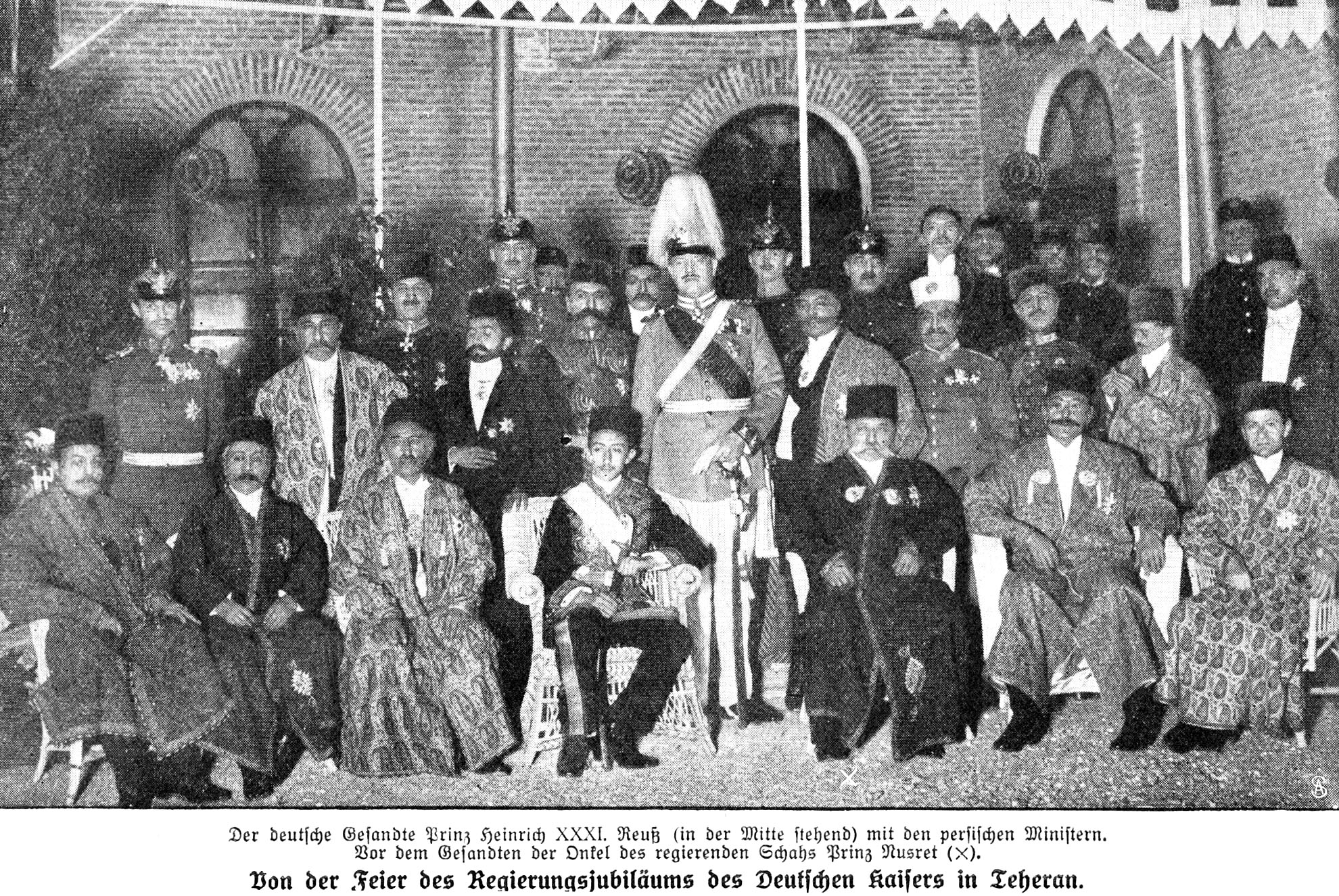
Heinrich XXXI. Prinz von Reuß, Teheran 1913

Heinrich XXXI. Prinz Reuß zu Köstritz (* 10. Dezember 1868 in Jänkendorf; † 9. August 1929 in Breslau) war ein deutscher Gutsbesitzer und Politiker.

## Leben
Prinz Heinrich XXXI. Reuß zu Köstritz entstammte der Linie Reuß zu Schleiz-Köstritz des regierenden Herrscherhauses Reuß jüngerer Linie. Er war ein Sohn des Prinzen Heinrich LXXIV. Reuß zu Köstritz (1798–1886) und dessen zweite Ehefrau Gräfin Eleonore zu Stolberg-Wernigerode (1835–1903), Tochter von  Erbgraf Hermann zu Stolberg-Wernigerode. Als deutscher Diplomat war er 1908–1912 Generalkonsul  in Kalkutta (Britisch-Indien) sowie 1912–1916 Gesandter im Iran (Teheran). In der Botschaft in Teheran verblieb bis zur kriegsbedingten Schließung im Jahr 1917 lediglich der Botschaftssekretär Rudolf Sommer. Die deutschen Interessen wurden von der US-amerikanischen Botschaft wahrgenommen. Er war 1918 bis 1929 in morganatischer Ehe verheiratet mit Ilse Marie Görges (1892–1938), Tochter von Theodor Görges und Ilse Kunheim, und führte seit dieser Heirat den Titel Prinz von Hohenleuben.